# Emvin Cremona
Emvin Cremona, a właściwie Emanuel Vincent Cremona (ur. 27 maja 1919, zm. 29 stycznia 1987) – jeden z najwybitniejszych malarzy maltańskich XX wieku; twórca pejzaży, dekoracji kościołów, projektów znaczków pocztowych i malarstwa abstrakcyjnego.

## Dzieciństwo i młodość
Emanuel Vincent Cremona – jego imiona chrzestne zostały wkrótce skrócone do Emvin – urodził się 27 maja 1919 w Valletcie na Malcie. Nie pochodził z rodziny artystycznej, a raczej nastawionej praktycznie. Emvin od najmłodszych lat pokazywał, że ma wielki talent artystyczny, ale musiał przezwyciężać uprzedzenia i sprzeciwy, zarówno wewnątrz kręgu rodzinnego, jak i ogólnie w środowisku społecznym.

## Edukacja i studia
Do 1936 uczęszczał do włoskojęzycznej Scuola Umberto I w celu uzyskania formalnej edukacji. W roku 1935, w wieku 16 lat zaczął uczęszczać do Government Art School w Msidzie, jego kolegami z klasy byli Willie Apap (1918–1970), Anton Inglott (1915–1945), Esprit Barthet (1919–1999) i Victor Diacono (1915–2009). Ich wiodącymi nauczycielami i mentorami byli Edward Caruana Dingli (1876–1950) ze swoim bratem Robertem (1881–1940) oraz Carmenu Mangion (1905–1997). W latach 1938–40 Cremona studiował, wraz z Antonem Inglottem, Espritem Barthetem i Giorgio Precą (1909–1984) w Rzymie w Regia Accademia delle Belle Arti.
Jednak po wybuchu II wojny światowej ich sytuacja stała się bardzo trudna, i w 1941 roku Emvin Cremona wrócił na Maltę z Antonem Inglottem i został powołany do wojska, gdzie był zaangażowany w wymyślanie zakamuflowanych osłon na stanowiska obronne wokół wybrzeży maltańskich. W latach 1945–1947 Cremona kontynuował studia w Londynie, w renomowanej Slade School of Fine Art. W międzyczasie, w miesiącach letnich 1946 uczęszczał do paryskiej Ecole Superieur de Beaux Arts.

## Dorosłe życie i twórczość
Emvin wrócił na Maltę w 1948. Ożenił się z Lilian Gatt i osiadł w spokojnym życiu rodzinnym. Z tego małżeństwa urodziło się czworo dzieci, trzy córki i syn Marco, który poszedł w ślady ojca w sztuce. W tym samym roku Emvin zastąpił również Edwarda Caruanę Dingli na stanowisku nauczyciela malarstwa w School of Arts, z którego w 1960 zrezygnował pod naporem pracy artystycznej. Jego dom-studio w Valletcie znajdował się w sąsiedztwie Upper Barrakka Gardens; dziś mieści się w nim luksusowy hotel butikowy.

### Malarstwo
Pierwsze poważne zamówienie Emvin Cremona otrzymał po śmierci w 1945 jego długoletniego przyjaciela i kolegi-artysty Antona Inglotta. Było to zlecenie kontynuacji pracy Inglotta dekorowania kościoła św. Józefa w Msidzie. Zamówienie z Msidy okazało się początkiem kariery artystycznej, która miała okazać się zarówno dochodowa, jak i artystycznie satysfakcjonująca. Następnie przyszły zlecenia na dekoracje kościołów we Florianie, Mqabbie, Hamrun i Balzan - choć nigdy nie udało mu się doprowadzić do końca tego ostatniego. Jego prace można znaleźć w wielu innych kościołach na Malcie i Gozo, w tym w Paoli, Burmarrad, sanktuarium Ta’ Pinu, a także w porcie lotniczym Luqa oraz kolekcjach osób prywatnych i instytucji.  
Prace Cremony znajdują się również w siedzibie ONZ w Nowym Jorku oraz w kwaterze głównej Światowej Organizacji Zdrowia w Genewie oraz w kolekcji zmarłej królowej Elżbiety II.
W późnych latach 60. XX wieku Cremona zaczął próby z abstrakcyjnymi pracami w technice impasto zawierającymi żwir, piasek, szkło gipsowe i inne materiały; później zaś kolaże Broken Glass. Prace te szturmem podbiły maltańską scenę artystyczną, kreując Cremonę na pioniera modernizmu na Malcie.

### Projekty znaczków pocztowych
Przez 23 lata Cremona współpracował z Departamentem Poczty, projektując jedne z najlepszych znaczków Malty. Od pierwszego zestawu w 1957 do ostatniego w 1980, Cremona był odpowiedzialny za 62 serie znaczków, zawierające ponad 170 różnych oryginalnych projektów, a jego zaangażowanie w projektowanie maltańskich znaczków pocztowych jest uważane za „złotą erę” filatelistyki maltańskiej.
Seria z okazji 25. rocznicy odznaczenia Malty Krzyżem Jerzego wyemitowana w kwietniu 1957 zapoczątkowała karierę Cremony jako projektanta znaczków. Projekty tego zestawu są odważne i kolorowe, przedstawiając dwie sceny wojenne i personifikację Malty. Jego projekty na Boże Narodzenie 1967 są niezwykle nowatorskie, wprowadzając format tryptyku w trapezoidalną ramę i solidną dawkę złota. Inne ważniejsze projekty to seria upamiętniająca wyzwolenie się Malty spod panowania brytyjskiego w 1964, 400-lecie Wielkiego Oblężenia i seria definitywna z 1965.

### Inne projekty
Emvin Cremona zaprojektował także Medal Zasługi nadawany w latach 1968–1971. Medal ten został ostatecznie zastąpiony przez Ġieh ir-Repubblika. W 1970 zaprojektował Pawilon Maltański na Światową Wystawę Expo ’70 w Osace w Japonii.

## Schyłek życia i śmierć
W 1984 artysta ciężko zachorował, jego prawa ręka musiała zostać amputowana. Emvin Cremona zmarł 31 stycznia 1987 w Valletcie.

## Upamiętnienie
Emvin Cremona był odznaczony papieskim Orderem Świętego Sylwestra III klasy, a także dwoma odznaczeniami maltańskimi.
Imieniem artysty nazwany został jeden z ogrodów publicznych w Attard – Il-Gardina Emvin Cremona; wiosną 2004, z okazji przystąpienia Malty do Unii Europejskiej, MaltaPost i organizacja Heritage Malta zorganizowały w sali wystawowej Narodowego Muzeum Archeologicznego w Valletcie wystawę „Historia Malty na znaczkach” na bazie znaczków pocztowych zaprojektowanych przez Emvina Cremonę i innych powiązanych artefaktów z narodowej kolekcji kraju.
Dorobek artysty był eksponowany na różnych wystawach oraz sprzedawany na aukcjach, znajdując uznanie kolekcjonerów.  